# Монте Арджентарио
Мо̀нте Арджента̀рио (на италиански: Monte Argentario) е община в централна Италия, провинция Гросето, регион Тоскана. Разположена е на брега на Тиренското море. Населението на общината е 13 008 души (към 2012 г.).
Административен център на общината е пристанищното градче Порто Санто Стефано (Porto Santo Stefano).